# Wohnhaus Deichstraße 23 (Osten)
Das Wohnhaus Deichstraße 23, unweit des Marktplatzes, in der niedersächsischen Samtgemeinde Land Hadeln, Gemeinde Osten, im Landkreis Cuxhaven, stammt aus der Mitte des 18. Jahrhunderts. Aktuell (2024) wird es als Wohnhaus genutzt.
Das Gebäude steht unter Denkmalschutz (siehe auch Liste der Baudenkmale in  Osten (Oste)).

## Geschichte und Beschreibung
An der Deichstraße zur Oste entstanden im 17. bis 19. Jahrhundert eine Reihe von denkmalgeschützten Häusern, wie Deichstraße Nr. 1 (Fährhaus), Nr. 6, Nr. 7 (Pfarrhaus),  Nr. 8, Nr. 10 (Speicher), Nr. 14, Nr. 16, Nr. 23 und Nr. 30, welche die Ansicht des Ortes zur Oste prägen.
Das eingeschossige giebelständige Gebäude in Fachwerk mit Steinausfachungen und mit hohlpfannengedecktem Satteldach sowie rechteckigen Fenstern, wurde leicht erhöht auf der Deichkrone in der ersten Hälfte des 17. Jahrhunderts gebaut und um 1830 um die Länge von drei Gefachen nach Westen verbreitert und nach Süden massiv verlängert. Das straßenseitige Giebeldreieck kragt hervor und lagert auf geschnitzten Knaggen wie auch der Dachüberstand der östlichen Traufseite. Im Kern stammt die erhaltene Wandständerbauweise vermutlich aus erster Hälfte 17. Jahrhundert. Um 1900 war hier eine Sattlerei und ein Möbellager. Die Deichmauer ist ein Teil des Hauses. Das weiße Haus wurde um 2008 saniert.
Das Landesdenkmalamt befand u. a.: „… Es ist wohl das älteste Gebäude von Osten.“